# Mikkel Christensen
Mikkel Christensen (født Mikkel Christensen Riber 1610 i Sæby, død 1662 på Ugilt Præstegård) var en dansk sognepræst i Ugilt og Tårs. 
Christensen er desuden far til den lærde forfatter og sognepræst Frands Mikkelsen Vogelius (1640 - 1702). 